# Eli Gilić
Eli Gilić (Beograd, 1972) srpski je novinar i književni prevodilac.

## Biografija
Rođena je 24. jula 1972. godine u Beogradu u umetničkoj porodici. Radila je kao novinar i prevodilac u Dugi, Praktičnoj ženi i Profilu. Bila urednica časopisa Dečja zona. Poslednjih deset godina radi kao književna prevoditeljka. Napisala je zbirku priča Robovi žudnje, u izdanju Lagune, 2015. godine, koju je sredinom 2019. godine objavila izdavačka kuća Sinful Press za englesko tržište.

## Prevedene knjige

### Za decu i omladinu
- Hristos Gospod: Izlazak iz Egipta ‒ En Rajs (Laguna, 2008)
- Akademija Dejvida Bekama: Moćne kopačke (Laguna, 2010)
- Akademija Dejvida Bekama: Spas u zadnji čas (Laguna, 2010)
- Akademija Dejvida Bekama: Le fudbal (Laguna, 2010)
- Akademija Dejvida Bekama: Blizanačke muke (Laguna, 2010)
- Knjiga izgubljenih stvari ‒ Džon Konoli (Laguna, 2010)
- Vampirska akademija ‒ Rišel Mid (Laguna, 2010)
- Promrzlina ‒ Rišel Mid (Laguna, 2010)
- Knjiga sutrašnjice ‒ Sesilija Ahern (Laguna, 2011)
- Pod ukletim zvezdama ‒ Džozefina Andželini (Laguna, 2011)
- Prepusti se ‒ Sara Desen (Laguna, 2011)
- Poljubac senke ‒ Rišel Mid (Laguna, 2011)
- Obećanje krvi ‒ Rišel Mid (Laguna, 2011)
- Bliznakinje sa Hajgejta ‒ Odri Nifeneger (Laguna, 2011)
- Monstrumska škola ‒ Lizi Harison (Laguna, 2012)
- Moj komšija zombi ‒ Lizi Harison (Laguna, 2012)
- Lišena snova ‒ Džozefina Andželini (Laguna, 2012)
- Neraskidiva veza ‒ Rišel Mid (Laguna, 2012)
- Poslednja žrtva ‒ Rišel Mid (Laguna, 2012)
- I ne pomišljaj na to ‒ Sara Mlinovski (Laguna, 2014)
- Boginja ‒ Džozefina Andželini (Laguna, 2014)
- Onlajn devojka ‒ Zoi Sag (Laguna, 2015)
- Amor delirija ‒ Loren Oliver (Laguna, 2015)
- Vučko uvek nađe način ‒ Lizi Harison (Laguna, 2015)
- Ana i francuski poljubac ‒ Stefani Perkins (Laguna, 2016)
- Nauči da programiraš ‒ Maks Vejnrajt (Laguna, 2016)
- Onlajn devojka na turneji ‒ Zoi Sag (Laguna, 2016)
- Jedino sećanje Flore Benks ‒ Emili Bar (Laguna, 2017)
- Lola i momak iz susedstva ‒ Stefani Perkins (Laguna, 2017)
- Onlajn devojka solira ‒Zoi Sag (Laguna, 2017)
- 20 igrica koje možeš da napraviš u skraču ‒ Maks Vejnrajt (Laguna, 2017)
- Knjiga poređenja ‒ Klajv Giford (Laguna, 2018)
- Vežbaj mozak: Knjiga mozgalica, 1. nivo za mozgaše početnike ‒ Mensa klinci (Laguna, 2018)
- Vežbaj mozak: Knjiga mozgalica, 2. nivo za sigurne mozgaše ‒ Mensa klinci (Laguna, 2018)
- Vežbaj mozak: Knjiga mozgalica, 3. nivo za napredne mozgaše ‒ Mensa klinci (Laguna, 2018)
- Matematičke igre za pametnu decu ‒ Garet Mur (Laguna, 2018)
- Moždano razgibavanje za pametnu decu ‒ Garet Mur (Laguna, 2018)
- Nikola i Tesla: Opasna laboratorija visokog napona ‒ Bob Flagfelder, Stiv Hokensmit (Laguna, 2018)
- Ajla i srećan kraj ‒ Stefani Perkins (Laguna, 2018)
- Prizori budućnosti ‒ Džej Ašer, Kerolin Mekler (Laguna, 2018)
- Uništi ovu knjigu u ime nauke ‒ Majk Barfild (Laguna, 2018)

### Drama
- Vreme će pokazati ‒ Džefri Arčer (Laguna, 2012)
- Naše srećno doba ‒ Gong Đijong (Laguna, 2013)
- Vodič jedne biciklistkinje kroz Kašgar ‒ Suzan Džojnson (Laguna, 2013)
- Profesor želje ‒ Filip Rot (Paideia, 2013)
- Zbogom, Kolambus ‒ Filip Rot (Paideia, 2013)
- Ogorčenost ‒ Filip Rot (Paideia, 2013)
- Očevi gresi ‒ Džefri Arčer (Laguna, 2014)
- Najstrože čuvana tajna ‒ Džefri Arčer (Laguna, 2015)
- Sve što ti nikad nisam rekla ‒ Selest Ing (Laguna, 2016)
- Život posle života ‒ Kejt Atkinson (Laguna, 2017)
- Knjižara jučerašnjih dana ‒ Ejmi Majerson (Laguna, 2018)

### Popularna nauka
- Ekonomski prirodnjak: Kako ekonomija objašnjava gotovo sve ‒ Robert H. Frenk (Laguna, 2009)

### Istorijski triler
- Ajnštajnova devojka ‒ Filip Sington (Laguna, 2009)
- Krađa Atine ‒ Karen Eseks (Laguna, 2009)
- Pod orlovom zastavom ‒ Sajmon Skerou (Laguna, 2009)
- Kaligula ‒ Daglas Džekson (Laguna, 2010)
- Centurion ‒ Sajmon Skerou (Laguna, 2010)
- Tajni govor ‒ Tom Rob Smit (Laguna, 2011)
- Agent 6 ‒ Tom Rob Smit (Laguna, 2012)

### Triler
- Klub kamila ‒ Dejvid Baldači (Laguna, 2008)
- Četvrti Kenedi ‒ Mario Puzo (Laguna, 2009)
- Poslednji obračun ‒ Sem Born (Laguna, 2010)
- Kolekcionari ‒ Dejvid Baldači (Laguna, 2011)
- Sanktus ‒ Sajmon Tojn (Laguna, 2011)
- Proročanstvo sudnjeg dana ‒ Skot Marijani (Laguna, 2012)
- Svedočanstvo sudnjeg dana ‒ Džejms Daglas (Laguna, 2012)
- Nevernikovo blago ‒ Skot Marijani (Laguna, 2013)
- Ti ‒ Kerolajn Kepnes (Laguna, 2015)
- Izbor ‒ Samanta King (Laguna, 2018)

### Esejistika
- Obred: Stvaranje savremenog egzorciste ‒ Met Baljo (Laguna, 2011)

### Popularna psihologija
- Vrele veze ‒ Trejsi Koks (Laguna, 2010)
- Devet soba sreće ‒ Lusi Danziger i dr Ketrin Birndorf (Laguna, 2011)
- Projekat: sreća ‒ Grečen Rubin (Laguna, 2011)
- Koliba: Misli ‒ Vilijem Pol Jang (Laguna, 2013)
- Pariska škola šarma ‒ Džejmi Ket Kolan (Laguna, 2018)

### Biografija
- Sportski lider Novak Đoković i uspon Srbije ‒ Kris Bauers (Laguna, 2014)

### Fantastika
- Mrtva si, veštice ‒ Kim Harison (Laguna, 2009)
- Sezona kostiju ‒ Samanta Šenon (Laguna, 2015)
- Karaval ‒ Stefani Garber (Laguna, 2017)
- Crno krilo ‒ Ed Makdonald (Laguna, 2018)

### Ljubavni
- Izgubljeni dnevnik Don Huana ‒ Daglas Karlton Abrams (Laguna, 2008)
- Ostaviti svet za sobom ‒ Margaret Forster (Laguna, 2009)

### Komedija
- Beleške s malog ostrva ‒ Bil Brajson (Laguna, 2008)
- Dosijei o Spelmanovima ‒ Lisa Luc (Laguna, 2009)

### Čiklit
- Menjam život ‒ Džejn Grin (Laguna, 2009)
- P.S. Volim te ‒ Sesilija Ahern (Laguna, 2010)
- Kerini dnevnici ‒ Kendal Bušnel (Laguna, 2010)
- Nemrtva i neudata ‒ Meri Dženis Dejvidson (Laguna, 2010)
- Leto i grad ‒ Kendal Bušnel (Laguna, 2011)
- Ljubavna pisma ‒ Kejti Ford (Laguna, 2011)
- Nemrtva i nezaposlena ‒ Meri Dženis Dejvidson (Laguna, 2011)
- Leto ljubavi ‒ Kejti Ford (Laguna, 2013)
- Prvi poslednji poljubac ‒ Ali Haris (Laguna, 2014)
- Recept za ljubav ‒ Kejti Ford (Laguna, 2015)
- Letnje tajne ‒ Džejn Grin (Laguna, 2016)
- Beba Bridžet Džouns ‒ Helen Filding (Laguna, 2016)
- Gospođa Hudini ‒ Viktorija Keli (Laguna, 2017)
- Iskupljenje ljubavi ‒ Fransin Rivers (Laguna, 2018)

### Erotika
- Venerin breg ‒ Anais Nin (Laguna, 2009)
- Pedeset nijansi ‒ Siva ‒ E L Džejms (Laguna, 2012)
- Pedeset nijansi ‒ Mračnije ‒ E L Džejms (Laguna, 2012)
- Pedeset nijansi ‒ Oslobođeni ‒ E L Džejms (Laguna, 2012)
- Dablin strit ‒ Samanta Jang (Laguna, 2013)
- Preduboko ‒ Porša da Kosta (Laguna, 2013)
- Klub Žilijet ‒ Saša Grej (Laguna, 2013)
- London roud ‒ Samanta Jang (Laguna, 2014)
- Jamajka lejn (Laguna, 2014)
- Moj muškarac ‒ Džodi Elen Malpas (Laguna, 2014)
- Skotland strit (Laguna, 2015)
- Indija plejs (Laguna, 2015)
- Grej ‒ E. L. Džejms (Laguna, 2015)
- Moj muškarac: Kazna ‒ Džodi Elen Malpas (Laguna, 2015)
- Moj muškarac: Opsesija ‒ Džodi Elen Malpas (Laguna, 2015)
- Najtingejl vej (Laguna, 2016)
- Maestra ‒ L. S. Hilton (Laguna, 2016)
- Obećanje ‒ Džodi Elen Malpas (Laguna, 2016)
- Odbijanje ‒ Džodi Elen Malpas (Laguna, 2016)
- Razrešenje ‒ Džodi Elen Malpas (Laguna, 2016)
- Kako zavesti milijardera ‒ Porša da Kosta (Laguna, 2016)
- Gola duša ‒ Džesika Hokins (Laguna, 2017)
- Domina ‒ L. S. Hilton (Laguna, 2017)
- Prvi dodir ‒ Lorelin Pejdž (Laguna, 2017)
- Varljiva devojka ‒ Porša da Kosta (Laguna, 2017)
- Kao pas i mačka ‒ Penelopi Vord (Laguna, 2018)
- Ultima ‒ L. S. Hilton (Laguna, 2018)
- Poslednji poljubac ‒ Lorelin Pejdž (Laguna, 2018)
- Mračnije ‒ Iz Kristijanovog ugla ‒ E. L. Džejms (Laguna, 2018)
- Zaštitnik ‒ Džodi Elen Malpas (Laguna, 2018)

## Spoljašnje veze
- „Bibliotekarka: Intervju sa Eli Gilić”. Laguna. Приступљено 29. 12. 2018.
- „Intervju:Eli Gilić”. Black sheep. Архивирано из оригинала 30. 12. 2018. г. Приступљено 29. 12. 2018.